# Jack Purvis
Jack Purvis (13 de julio de 1937 – 21 de noviembre de 1997) fue un actor británico. Purvis era enano, por lo que interpretaba papeles que requerían muy baja estatura. Purvis caracterizó tres tipos diferentes de criaturas alienígenas en la trilogía inicial de la Guerra de las Galaxias (incluyendo a Teebo en El Retorno del Jedi) y también apareció en las películas fantásticas Time Bandits, Brazil y The Adventures of Baron Munchausen.
Algunos años antes de su muerte, Purvis quedó tetrapléjico luego de romperse el cuello en un accidente automovilístico. Murió en noviembre de 1997 a los 60 años.

## Filmografía seleccionada

### Cine
| Año  | Título                                         | Rol               | Notas |
| ---- | ---------------------------------------------- | ----------------- | ----- |
| 1977 | Star Wars: Episodio IV - Una nueva esperanza   | Jefe Jawa         |       |
| 1978 | Wombling Free                                  | Bulgaria          |       |
| 1980 | Star Wars: Episodio V - El Imperio contraataca | Jefe Ugnaught     |       |
| 1981 | Time Bandits                                   | Wally             |       |
| 1982 | The Dark Crystal                               |                   |       |
| 1983 | Star Wars: Episode VI - Return of the Jedi     | Teebo             |       |
| 1985 | Brazil                                         | Dr. Chapman       |       |
| 1986 | Mona Lisa                                      | Brighton Busker   |       |
| 1986 | Labyrinth                                      | Goblin Corps      |       |
| 1988 | Willow                                         |                   |       |
| 1988 | The Adventures of Baron Munchausen             | Jeremy / Gustavus |       |